# Josipa Rimac
Josipa Rimac, nascuda com a Josipa Čulina (Lukara, 25 de febrer de 1980) és una política croata i alcaldessa de Knin. És militant del partit croat Unió Democràtica del Centre (HDZ). Va ser escollida alcaldessa el juny de 2005 als 25 anys, essent una de les alcaldesses més joves d'Europa.

## Biografia
Rimac va néixer a Lukara, prop de Promina (Croàcia) i passà els seus primers quatre anys educada a Knin, fins que esclatà la Guerra de la independència croata en els anys 1990. Llavors marxà a Rijeka i Split, retornant a Knin l'octubre de 1995, quan finalitzà la guerra. Rimac va estudiar a l'escola d'economia on també hi aprenia la llengua anglesa. També passava molt temps com a voluntària de la Creu Roja a Knin, i el 2000 va ser-ne designada com a directora, la més jove del país.